# Columbiformes
Los Columbiformes son un orden de aves neognatas que incluye a las palomas, tórtolas y formas afines, pero también al grupo de los extintos dodo (Raphus cucullatus) y solitario de Rodrigues (Pezophaps solitaria). El orden Columbiformes contiene 322 especies vivas y 12 extintas en tiempos históricos. El grupo fue bautizado por el nombre latino de la paloma «Columba», y por ello el nombre de este orden significa «los que tienen forma de paloma».

## Taxonomía
Los columbiformes se integran en una sola familia: Columbidae.
Durante mucho tiempo se consideró que el grupo que componían el dodo (o dronte de Mauricio) y el solitario de Rodrigues eran una familia Raphidae, pero los análisis de ADN y osteológicos más recientes indican que están más próximos al resto de columbiformes de lo que se pensaba, por lo que el grupo se reubicó como subfamilia dentro de Columbidae.
Anteriormente se incluía en este orden a la familia Pteroclidae, pero ahora se clasifica separadamente en el orden Pterocliformes.